# Władysław Poliński
 (juillet 2025).
Władysław Poliński (né en 1885, décédé en 1930) est un zoologiste et malacologiste polonais.

## Publications

### 1924
- Poliński W., 1924. Anatomisch-systematisch und zoogeographische Studien über die Heliciden Polens.
- Poliński W., 1924. Contributions à l'étude systématique et zoogéographique des mollusques de l'Albanie et des régions limitrophes.